# Demande à la poussière
 (novembre 2022).
Si vous disposez d'ouvrages ou d'articles de référence ou si vous connaissez des sites web de qualité traitant du thème abordé ici, merci de compléter l'article en donnant les références utiles à sa vérifiabilité et en les liant à la section « Notes et références ».
Pour les articles homonymes, voir Demande à la poussière (homonymie).
Demande à la poussière (titre original : Ask the Dust) est un roman semi-autobiographique américain de John Fante, publié en 1939. 
C’est de loin le plus populaire roman de John Fante. Semi-autobiographique, Demande à la poussière est le deuxième livre de ce qui est désormais appelé « la saga d’Arturo Bandini » ou « le quatuor Bandini ». Bandini a tenu le rôle de l’alter ego de Fante dans quatre de ses romans : Bandini (1938), La Route de Los Angeles (par ordre chronologique, ce roman est le premier écrit par Fante, mais il n'a été publié qu'en 1985), Demande à la poussière (1939), et enfin Rêves de Bunker Hill (1982).
Demande à la poussière a été perçu au fil des années comme un roman de première importance sur le Sud de la Californie et sur l'évocation de la ville de Los Angeles[réf. nécessaire]. Plus de soixante ans après sa publication, il est apparu pendant plusieurs semaines sur la liste des best-sellers du New York Times[réf. nécessaire].

## Résumé
Pendant la grande dépression, Arturo Bandini est un écrivain tourmenté et fauché vivant dans un hôtel résidentiel de Bunker Hill (Los Angeles). Il crée inconsciemment une image de Los Angeles comme une dystopie moderne à l’époque de la grande dépression. Démuni, il erre dans les cafés et fait la connaissance de Camilla Lopez, une serveuse au tempérament fougueux. Bien qu'attiré par cette belle Mexicaine, Bandini, d'origine italienne, rêve plutôt d'une alliance avec une Américaine, qui faciliterait son ascension sociale. Or, chaque fois qu'il tente de s'éloigner de Camilla, celle-ci lui revient, sans qu'il puisse lui résister. Bandini lutte alors avec sa propre pauvreté, sa culpabilité catholique[pas clair] et son amour pour Camilla dont la santé se détériore. Elle-même est amoureuse de Sammy, mais il part s'exiler dans le désert en apprenant qu'il ne lui reste que quelques mois à vivre, et refuse de la voir. Camilla est finalement admise dans un hôpital psychiatrique. Lorsque son éditeur lui offre une somme importante pour son roman, Bandini décide d’emmener Camilla loin de Los Angeles et part s'installer avec la serveuse dans un bungalow sur la côte, où leur amour et l'ouvrage autobiographique en chantier se font écho. Il lui achète un chiot et repart à Los Angeles récupérer ses affaires. Lorsqu'il revient, elle a disparu. Il suit ses traces jusque chez Sammy, qui l'a déjà chassée et apprend à Bandini qu'elle est probablement en train d'errer dans le désert avec son chien. Bandini essaie de la retrouver, en vain. Il prend une copie de son dernier roman tout juste publié, le dédicace à Camilla et le lance le plus loin possible dans la direction qu'elle a prise.

## Thèmes
Dans ce roman se retrouvent les thèmes récurrents des écrits de Fante : la pauvreté, le catholicisme, la vie familiale, l'identité italo-américaine, les sports et la vie d’écrivain. 
La faim est également un thème présent dans Demande à la poussière, dont certains passages rappellent clairement le roman La Faim (1890) de l'écrivain norvégien Knut Hamsun.

## Adaptation
- 2006 : Demande à la poussière, film américain réalisé par Robert Towne, avec Salma Hayek, Colin Farrell et Donald Sutherland. L'adaptation cinématographique se révèle assez fidèle au roman.